# قمری زمینی آبی
قمری زمینی آبی (نام علمی: Paraclaravis pretiosa) نام یک گونه از سرده قمری‌های زمینی است.